# ۲ رجب
۲ رجب، دومین روز از ماه رجب در تقویم هجری قمری است.
در تقویم هجری قمری قراردادی این روز صد و هفتاد و نهمین روز سال است.